# Contea autonoma miao, yao e dai di Jinping
La contea autonoma miao, yao e dai di Jinping (金平苗族瑶族傣族自治县S, Jīnpíng Miáozú Yáozú Dǎizú ZìzhìxiànP) è una contea della Cina, situata nella provincia di Yunnan e amministrata dalla prefettura autonoma hani e yi di Honghe.